# Trichohoplorana juglandis
Trichohoplorana juglandis är en skalbaggsart som beskrevs av Holzschuh 1989. Trichohoplorana juglandis ingår i släktet Trichohoplorana och familjen långhorningar. Inga underarter finns listade i Catalogue of Life.